# Konstante von Somos
Die Konstante von Somos (nach Michael Somos) ist eine mathematische Konstante in der Analysis, welche durch einen Ausdruck von unendlich vielen verschachtelten Quadratwurzeln definiert ist. Sie tritt bei der Beschreibung des asymptotischen Verhaltens einer bestimmten Folge auf und hat ebenfalls mehrere Produkt- und Integraldefinitionen.

## Definition
Die Konstante {\displaystyle \sigma } ist definiert durch:
{\displaystyle \sigma ={\sqrt {1{\sqrt {2{\sqrt {3{\sqrt {4{\sqrt {5\cdots }}}}}}}}}}}
welches den folgenden Wert liefert:
{\displaystyle \sigma =1.661687949633594121296\dots \;}

## Summen und Produkte
Die Definition der Konstante von Somos kann alternativ auch als unendliches Produkt gegeben werden:
{\displaystyle \sigma =\prod _{k=1}^{\infty }k^{1/2^{k}}=1^{1/2}\;2^{1/4}\;3^{1/8}\;4^{1/16}\dots }
Dessen Konvergenz kann beschleunigt werden durch:
{\displaystyle \sigma =\left({\frac {2}{1}}\right)^{1/2}\left({\frac {3}{2}}\right)^{1/4}\left({\frac {4}{3}}\right)^{1/8}\left({\frac {5}{4}}\right)^{1/16}\dots }
{\displaystyle \sigma =\prod _{k=1}^{\infty }\left(1+{\frac {1}{k}}\right)^{1/2^{k}}}
Eine weitere Produktdarstellung ist gegeben durch:
{\displaystyle \sigma =\prod _{n=1}^{\infty }\prod _{k=0}^{n}(k+1)^{(-1)^{k+n}{\binom {n}{k}}}}
Summendarstellungen für {\displaystyle \ln \sigma } enthalten:
{\displaystyle \ln \sigma =\sum _{k=1}^{\infty }{\frac {\ln k}{2^{k}}}}
{\displaystyle \ln \sigma =\sum _{k=1}^{\infty }{\frac {(-1)^{k+1}}{k}}{\text{Li}}_{k}\left({\tfrac {1}{2}}\right)}

## Integrale
Integraldarstellungen für {\displaystyle \ln \sigma } sind gegeben durch:
{\displaystyle \ln \sigma =\int _{0}^{1}{\frac {1-x}{(x-2)\ln x}}dx}
{\displaystyle \ln \sigma =\int _{0}^{1}\int _{0}^{1}{\frac {-x}{(2-xy)\ln(xy)}}dxdy}

## Weitere Formeln
Die Konstante von Somos {\displaystyle \sigma } tritt bei der Beschreibung des asymptotischen Verhaltens der wie folgt definierten Folge auf.
{\displaystyle g_{0}=1}
{\displaystyle g_{n}=ng_{n-1}^{2},\qquad n\geq 1}
Die ersten Folgenglieder sind: 1, 1, 2, 12, 576, 1658880, …
Diese Folge weist das folgende asymptotische Verhalten auf:
{\displaystyle g_{n}\sim {\sigma ^{2^{n}}}\left(n+2-n^{-1}+4n^{-2}-21n^{-3}+138n^{-4}+O(n^{-5})\right)^{-1}}